# شتورمبانزر 4
شتورمبانزر 4 كان مدفعًا ألمانيًا مدرعا للمشاة يعتمد على هيكل Pدبابة بانزر المستخدم في الحرب العالمية الثانية. تم استخدامه في معارك كورسك، أنزيو، نورماندي، وتم نشره في انتفاضة وارسو. كان يعرف باسم Brummbär (بالألمانية: "Grouch") من قبل استخبارات الحلفاء، وهو اسم لم يستخدمه الألمان. أطلق عليه الجنود الألمان اسم «ستوبا»، وهو مصطلح يشير إلى «دبابة هجومية». تم بناء أكثر من 300 مركبة بقليل وتم تكليفهم بأربع كتائب مستقلة.

## تطوير

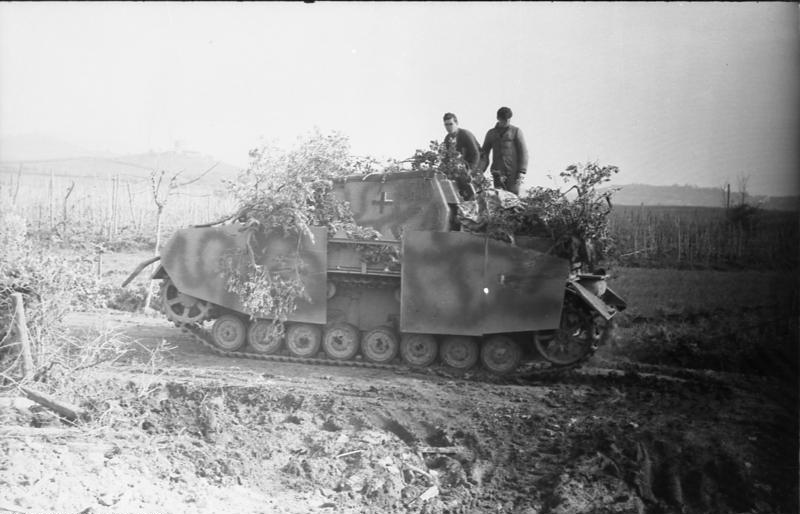
شتورمبانزر 4 في إيطاليا ، مارس 1944.

شتورمبانزر 4 عبارة عن تطوير لدبابة بانزر-4 مصمم لتوفير مركبة تقدم دعمًا مباشرًا لنيران المشاة، خاصة في المناطق الحضرية. استخدمت هيكل بانزر-4 مع البدن العلوي وبرج تم استبداله ببنية هيكلية مدرعة جديدة من طراز casemate تحتوي على مدفع جديد من عيار 15 سنتيمتر (5.9 بوصة).
كانت المركبات المبكرة ثقيلة للغاية بالنسبة للهيكل، مما أدى إلى حدوث أعطال متكررة في نظام التعليق وناقل الحركة. بذلت جهود لتحسين هذا من السلسلة الثانية فصاعدا، مع بعض النجاح.
في أكتوبر 1943، تقرر أن بندقية StuH 43 بحاجة إلى إعادة تصميم لتقليل وزنها. نسخة جديدة، حوالي 800 كيلوغرام (1,800 رطل) أخف من StuH 43، تم بناؤها باسم StuH 43/1. تم حفظ بعض الوزن عن طريق تقليل الدروع على البندقية نفسها. تم استخدام هذا المدفع من سلسلة الإنتاج الثالثة فصاعدًا. 
تم تطبيق طلاء زمييريت على جميع المركبات حتى سبتمبر 1944.

## سلسلة الإنتاج

### الثالث
استمر إنتاج السلسلة الثالثة من مارس إلى يونيو 1944 مع بعض التغييرات من السلسلة الثانية. تم استبدال Fahrersehklappe 80 بمناظير وتم استخدام StuH 43/1 أخف.